# زمان بوتان

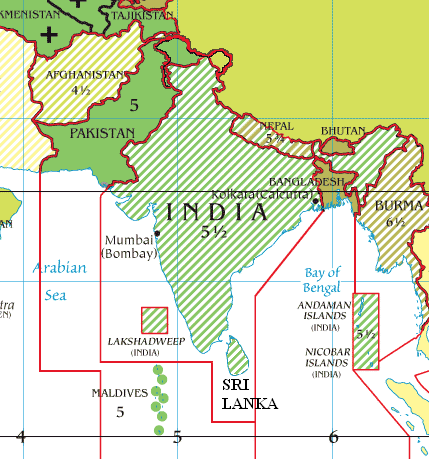
نمایی از قاچ‌های ساعتی ناحیه جنوبی آسیا

زمان بوتان (BTT) یک منطقه زمانی مربوط به کشور بوتان است. زمان آن ۶ ساعت جلوتر از ساعت هماهنگ جهانی (UTC + 06: 00) است. زمان بوتان هیچ‌گاه منطبق بر ساعت تابستانی نیست و از آن پیروی نمی‌کند.